# Philippe Cantamessa
Pour les articles homonymes, voir Cantamessa.
Philippe Cantamessa est un animateur de radio belge.

## Biographie
Après avoir travaillé dans de nombreuses radios libres régionales puis sur Radio Contact, il devient animateur sur Nostalgie Belgique en 1998. Il animera notamment les Chauds Matins avec son comparse Bruno. Son émission Nostalgie Love, diffusée entre 2012 et 2018 le vendredi soir, s'accompagne de la création de compilations. Il est également animateur sur Chérie FM Belgique lors de sa création en 2015. 
En mars 2018, il est licencié par Nostalgie. Des auditeurs s'engagent sur les réseaux sociaux pour le soutenir et réclamer son retour.  
Il est recruté par Bel RTL au mois de juin 2018. Actuellement il est l'un des animateurs du week-end de la chaîne belge. Il participe également à la création du podcast Confidence au Micro de RTL Podcast avec Frédéric Bastien, où il revient sur quelques-unes des interviews de chanteurs et chanteuses menées durant sa carrière.
En mars 2023, sa collaboration s'arrête avec Bel RTL en raison d'une restructuration. 